# St. Johannes der Täufer (Kirchhellen)

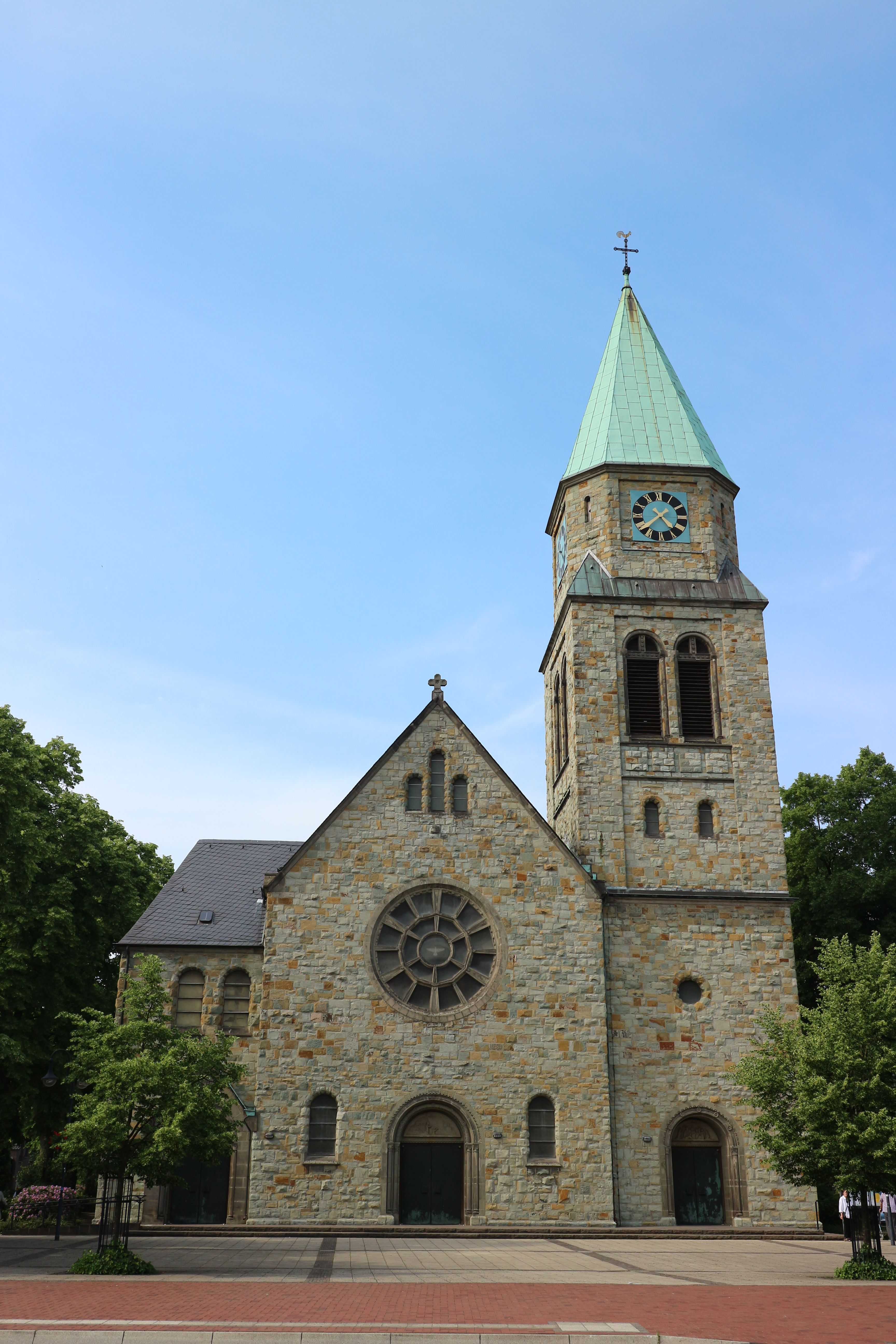
Kirche St. Johannes der Täufer (Mai 2018)

Die römisch-katholische Pfarrkirche St. Johannes der Täufer befindet sich in der ehemaligen Gemeinde und heutigem Bottroper Ortsteil Kirchhellen in Nordrhein-Westfalen. Die Pfarrei gehört zum Dekanat Dorsten im Bistum Münster. Der aktuelle Kirchenbau wurde am 12. Oktober 1925 geweiht.

## Geschichte

### Alte Kirche
Die Ursprünge einer Kirche in Kirchhellen reichen bis in das Jahr 1032 zurück. Dort schenkt der Kölner Erzbischof Pilgrim der Abtei Deutz mehrere Kirchen. Namentlich ist Kirchhellen dort zunächst nicht erwähnt, allerdings nennt ein späterer Küster der Abtei, Aedituus Theoderich, in einer Handschrift, dass die Kirchhellener Kirche unter diesen sei. In einer päpstlichen Bulle aus dem Jahre 1147 wird die Kirche in Kirchhellen genannt. Am 11. Mai 1161 wird Kirchhellen in einer Urkunde des Papstes Viktor IV. aufgeführt. Auch nennt Papst Innozenz III. am 2. April 1207 die Kirche in Hillen als Besitz des Klosters Deutz.
Der älteste Teil der alten Kirche wurde ca. von 1200 bis 1250 erbaut. Diese Kirche befand sich dort, wo sich heute das Ehrenmal am alten Kirchplatz befindet. Die erste Erweiterung erhielt die Kirche in den Jahren von 1595 bis 1605. Aus dem Jahre 1602 existiert eine Urkunde, die darauf schließen lässt, dass um diese Zeit der erste Kirchturm erbaut wurde. Im Jahre 1605 erhielt die Kirche ihre erste Glocke. Zwischen 1844 und 1847 wurde die Kirche ein zweites Mal erweitert. In dieser Zeit wurde auch die vorherige Kirchentür ausgebaut und im Schafstall des Hauses Brabeck wieder eingebaut, wo sie sich bis heute befindet. 1843 wurde dabei auch der alte Kirchturm abgebrochen, da dieser beim Läuten der Glocken schon in starke Schwankungen versetzt wurde und daher als baufällig erachtet wurde. 1844 wurde der Grundstein des neuen Kirchturms gelegt und 1846 der Bau vollendet.
1880 wurde eine Erweiterung der Kirche nach Osten geplant, da der Platzbedarf durch das wachsende Dorf gestiegen war. Dieses Vorhaben wurde jedoch 1882 durch das Bistum abgelehnt.
Am 12. Juni 1917, vormittags gegen 11:30 Uhr, entstand in der Kirche ein Brand, der sich rasch ausbreitete. Durch die Hilfe der Kirchhellener und auswärtiger Feuerwehren konnte zwar ein Übergreifen der Flammen auf die Nachbargebäude verhindert werden, allerdings brannte das Kirchengebäude selbst vollständig aus. Die Innenausstattung der Kirche und die Glocken wurden dabei vollständig vernichtet. Die Brandursache konnte nie geklärt werden.

1917 abgebrannte alte Kirche

Nach dem Brand wurde der Gottesdienst eine Zeit lang im Saal der Gastwirtschaft Schulte-Wieschen abgehalten, bis die Kirchenruine notdürftig wiederhergerichtet war. Da die Versicherung nach dem Brand der alten Kirche nur 14.000 Mark zum Neubau zahlte, wurde die Kirche nicht wiederaufgebaut, sondern der Bau einer neuen Kirche beschlossen und die Kirchenruine 1932 abgebrochen. Zwischenzeitlich war die Nutzung der alten Kirche als Pfarrheim mit Kindergarten angedacht. Die Planung wurde allerdings wieder verworfen.

### Neue Kirche
Am 19. Mai 1924 wurde der Grundstein für den Bau der neuen Pfarrkirche gelegt. Das Grundstück für den Bau der Kirche wurde durch einen Kirchhellener Bauern zur Verfügung gestellt. Im Oktober des gleichen Jahres konnte bereits das Richtfest gefeiert werden. Am 5. Oktober 1925 wurden die neuen Glocken geweiht und am 11. Oktober 1925 erfolgte die Weihe der neuen Pfarrkirche durch Bischof Johannes Poggenburg. Der Architekt war Wilhelm Sunder-Plassmann.
1938 wurde der Hochaltar mit der Aufstellung einer Kreuzigungsgruppe erweitert und 1940 wurde eine neue Kanzel aufgestellt. Im Jahr 1942 musste die Kirchengemeinde fünf der sechs Glocken abgeben, da sie zu Kriegszwecken eingeschmolzen wurden. Außerdem musste die kupferne Turmeindeckung abmontiert werden. Den Krieg überstand die Kirche mit relativ geringen Schäden; so wurden nur einige Fenster zerstört und das Dach beschädigt.
1947 wurden der Turm neu mit Kupferblech eingedeckt und die meisten zerstörten Fenster ersetzt. 1950 wurde eine zweite Glocke angeschafft. 1952 erfolgte ein Neuanstrich des Kircheninneren und das letzte zerstörte Fenster, das große Rundfenster über dem Haupteingang, wurde ersetzt. Im Jahr 1953 wurde eine neue Orgel eingebaut. 1953 wurde eine dritte Glocke geweiht.
1957 schlug ein Blitz in den Turm der Kirche ein und setzte das Holzwerk in Brand. Durch das schnelle Eingreifen der Feuerwehr konnte ein größerer Schaden verhindert werden. 1964 wurde der Chorraum umgestaltet und 1981–1984 erfolgte eine umfangreiche Renovierung der Kirche. Dabei wurden im Jahr 1983 die drei fehlenden Glocken gegossen und ihrer Bestimmung übergeben.
Seit dem 1. Januar 2007 existiert St. Johannes als Gemeinde nicht mehr, da sie mit den beiden anderen Gemeinden in Grafenwald und Feldhausen fusionierte. Die Pfarrkirche behielt aber weiterhin ihren Namen.

## Pfarrer seit 1605
- bis 1605: Lambertus Stübbe
- 1605: Höffgen
- 1619–1620: Johannes Westhoff
- 1620–1631: Johannes Paell
- 1631–1669: Johannes Rommeswinkel
- 1669–1681: Theodor Otterbeck
- 1681–1687: Henning Dunker
- 1687–1689: Hermann Dunker
- 1689–1708: Johannes Gülicher
- 1708–1715: Wilhelm Heinrich Graffweg
- 1715–1760: Theodor Bergmann
- 1760–1776: Franz Clemens Winckler
- 1776: Theodor Hemming
- 1776: Bernhard Reckmann
- 1776–1799: Karl Josef August Maria Jungeblodt
- 1799–1810: Johann Heinrich Alterauge
- 1810–1833: Lukas Dieffenbach
- 1833–1869: Wilhelm Feldmann
- 1869–1890: Bernhard Hermes
- 1890–1900: Adolf Lohmann
- 1900–1910: Klemens Termöllen
- 1910–1932: Adolf Schlöter
- 1932–1937: Anton Schülting
- 1937–1957: Theodor Albers
- 1958–1972: Wilhelm Kersten
- 1972–1982: Hans Kleemann
- 1982–2005: Heinrich Bischof
- 2005–2006: Manfred Stücker und Klaus Klein-Schmeink
- 2007–2014: Manfred Stücker, Klaus Klein-Schmeink und Gerhard Kaußen
- 2015–2019: Manfred Stücker, Klaus Klein-Schmeink und Periya Madalaimuthu
- 2019: Klaus Klein-Schmeink und Periya Madalaimuthu
- 2019/2020: Ulrich Witte (leitender Pfarrer) und Periya Madalaimuthu
- 2020: Periya Madalaimuthu (Pfarrverwalter)
- 2020–2024: Christoph Potowski (leitender Pfarrer), Heinrich Bösing und Periya Madalaimuthu
- seit 2024: Christoph Potowski

## Gemeindeaktivitäten

### Gemeindefusion mit Hl. Familie und St. Mariä Himmelfahrt
Am 1. Januar 2007 fusionierte St. Johannes d.T. mit der Grafenwälder Pfarrgemeinde Heilige Familie und der Feldhausener Gemeinde St. Mariä Himmelfahrt Bis zum 31. Dezember 2006 hatte die Gemeinde 8.000 Seelen (von 14.000 Kern-Kirchhellenern), durch die Zusammenlegung mit Grafenwald (3.000) und Feldhausen (1.000) waren es damals 12.000 Mitglieder. Heute hat die Gemeinde 11.600 Mitglieder. Heilige Familie und Mariä Himmelfahrt sind Filialkirchen der Pfarrkirche St. Johannes d.T.

### Krippenlandschaft
In der Advents-/Weihnachtszeit (bis etwa Dreikönige) wird in der Kirche vor einem prächtigen Wandbild mit Motiven des Morgenlandes zur Zeit der Geburt Jesu eine Krippenlandschaft aufgebaut. Vom Mittelpunkt der Krippe, dem Stall mit der Heiligen Familie, den Hirten und dem Engel sowie den Heiligen Drei Königen im Hintergrund, aufgestellt links noch im Bereich des Altarraumes, erstreckt sich die Krippenlandschaft in das linke Seitenschiff. Hier findet sich ein nachgestelltes ländliches Idyll an einer "echten" Wassermühle, welches das alte Dorf Kirchhellen widerspiegeln könnte. Dieses „Alt-Kirchhellen“ fließt über in die Bildmotive mit Pfarrkirche und Fachwerkhäusern an der Rückwand dieser sehenswerten Krippenlandschaft. Hinzu kommt eine große Zahl von Gästen, gekleidet beispielsweise als Kiepenkerl oder wie ein Bergmann.

## Orgel
Die Orgel von St. Johannes der Täufer wurde 1956 von Franz Breil (Dorsten) mit 29 Registern auf zwei Manualen und Pedal erbaut. 2004 wurde das Instrument durch die Orgelbaufirma Siegfried Sauer (Höxter) auf 45 Register erweitert, die nun auf drei Manuale und Pedal verteilt sind. Die Orgel hat elektrische Spiel- und Registertrakturen.
| I Rückpositiv C–g3 |                |        |     |
| 01.                | Gedackt        | 08′    |     |
| 02.                | Salicional     | 08′    |     |
| 03.                | Principal      | 04′    | (S) |
| 04.                | Konzertflöte   | 04′    |     |
| 05.                | Blockflöte     | 02′    |     |
| 06.                | Sesquialter II | 02 ⁄3′ |     |
| 07.                | Larigot        | 01 ⁄3′ |     |
| 08.                | Zimbel III     | 01′    |     |
| 09.                | Dulzian        | 16′    |     |
| 10.                | Bachtrompete 0 | 08′    | (S) |
| 11.                | Krummhorn      | 08′    |     |
|                    | Tremulant      |        |     |

| II Hauptwerk C–g3 |             |       |     |
| 12.               | Prinzipal   | 16′   | (S) |
| 13.               | Praestant   | 08′   |     |
| 14.               | Doppelflöte | 08′ 0 | (S) |
| 15.               | Gemshorn    | 08′   |     |
| 16.               | Oktave      | 04′   |     |
| 17.               | Rohrflöte   | 04′   |     |
| 18.               | Oktave      | 02′   |     |
| 19.               | Cornett III |       | (S) |
| 20.               | Mixtur V    | 02′   | (S) |
| 21.               | Trompete    | 16′   |     |
| 22.               | Trompete    | 08′   | (S) |

| III Schwellwerk C–g3 |                        |        |     |
| 23.                  | Geigenprinzipal        | 8′     | (S) |
| 24.                  | Bordun                 | 8′     | (S) |
| 25.                  | Gamba                  | 8′     | (S) |
| 26.                  | Vox coelestis          | 8′     | (S) |
| 27.                  | Prinzipal              | 4′     |     |
| 28.                  | Traversflöte           | 4′     | (S) |
| 29.                  | Nasat                  | 2 ⁄3′  | (S) |
| 30.                  | Oktavin                | 2′     | (S) |
| 31.                  | Terz                   | 1 3⁄5′ | (S) |
| 32.                  | Fourniture IV          | 2 ⁄3′  | (S) |
| 33.                  | Trompette harmonique 0 | 8′     | (S) |
| 34.                  | Oboe                   | 8′     |     |
| 35.                  | Clairon                | 4′     | (S) |
|                      | Tremulant              |        | (S) |

| Pedal C–f1 |                      |       |     |
| 36.        | Subkontrabaß 0       | 64′   | (S) |
| 37.        | Untersatz            | 32′   | (S) |
| 38.        | Principal (= Nr. 12) | 16′ 0 | (S) |
| 39.        | Subbaß               | 16′   |     |
| 40.        | Prinzipal            | 08′   |     |
| 41.        | Gedackt              | 08′   |     |
| 42.        | Choralbaß            | 04′   |     |
| 43.        | Flautino             | 02′   |     |
| 44.        | Mixtur V             |       |     |
| 45.        | Posaune              | 16′   | (S) |
| 46.        | Trompete             | 08′   |     |

- Koppeln:
  - Normalkoppeln: I/II, II/I, III/I, III/II, I/P, II/P, III/P
  - Sub- und Superoktavkoppeln: III/III, II/II, P/P
- Spielhilfen: Elektronische Setzeranlage
- Anmerkungen

1. ↑  akustisch aus 32′+ 21 1⁄3′, Extensionen aus Nr. 37.

(S) = Register von Sauer